# Vera Lúcia
Vera Lúcia Ermelinda Balula (Viseu, 7 de agosto de 1930) é uma cantora luso-brasileira.

## Biografia
Nascida em Viseu, Portugal, no ano de 1951 lançou pelo pequeno selo Elite Special seu primeiro disco interpretando o samba Copacabana (João de Barro e Alberto Ribeiro) e o baião Veio amô. No mesmo ano, gravou um de seus maiores sucessos, a marcha Rita sapeca. No ano seguinte, gravou a marcha Pisca-pisca, o samba-canção Verdadeira razão, o samba Não vou chorar, o Baião de Alagoas. No mesmo ano, foi contratada pela Odeon, onde estreou com a marcha Pagode chinês (Ari Monteiro e Irani de Oliveira) e o samba Vou-me embora. Em 1953, gravou o Baião da saudade e o samba-canção Intriga. No mesmo ano, gravou os sambas-canção Filha diferente e É tarde demais (Hianto de Almeida). Em 1954 gravou os sambas Não vivo em paz e Eu não perdoo. No mesmo ano, lançou dois sambas-canção Eu sei que você não presta e Sempre eu. Ainda em 1954, passou a gravar na Continental e lançou os sambas Valerá a pena e O que os olhos não veem. No mesmo ano, gravou o xote Suspiro vai e o samba-canção Ter saudade.
Em 1955, foi eleita Rainha do Rádio, sucedendo Ângela Maria, que por decisão de Manoel Barcelos foi impedida de coroar a nova rainha, homenageando então Carmen Miranda, portuguesa de nascimento como ela e que estava no Rio, em fase de recuperação de saúde. Além deste título, ganhou dez troféus ao longo da carreira, como destaque de programas de televisão, entre eles a do Chacrinha. 
No ano de 1956, lançou os sambas-canção Molambo e Quem sabe é você, Duvido e o samba Cansei de ilusões. No ano seguinte, gravou mais uma composição da dupla Jaime Florence e Augusto Mesquita: o samba Zomba de mim. No mesmo ano, lançou o clássico fado-canção Nem às paredes confesso (Artur Ribeiro, Max e F. Trindade). Gravou ainda em dueto com William Duba a marcha Bacana de Copacabana. Em 1958, gravou o samba canção Por causa de você. No mesmo ano, passou a gravar pela Sinter e lançou o samba Janela do mundo e o samba-canção Castigo.
Em 1959, gravou duas composições de Tom Jobim: o samba Este teu olhar e o samba-canção Porque tinha de ser, este, parceria com Vinicius de Moraes. No ano seguinte, gravou a marcha Sacode a tristeza (Miguel Gustavo). Ainda em 1960, gravou um de seus maiores sucessos, o samba Leva-me contigo. Em 1962, lançou as músicas O bilhete e Samba sem pim-pom (Evaldo Gouveia e Jair Amorim). Também gravou a música "Vai acabar nosso amor", composição de Haroldo Lobo e Milton de Oliveira.

## Prêmios
Em 1997, foi homenageada pelo Museu Carmen Miranda (MCM) com o Troféu Carmen Miranda.